# Virton
Virton je nejjižnější město v Belgii. Je správním centrem jednoho z arrondissementů provincie Lucemburk ve Valonském regionu. Nachází se 190 km jihovýchodně od Bruselu a je největším městem oblasti Gaume, známé svým mikroklimatem, která je součástí belgického Lotrinska. Rozloha města činí 94,49 km² a počet obyvatel je přibližně 11 500.
Virton je hlavním obchodním a turistickým centrem oblasti Gaume. Je v něm více než 20 vzdělávacích zařízení, která navštěvuje celkem přes 3 500 žáků a studentů. Ve městě se nachází fotbalový klub RE Virton.

## Historie
Několik archeologických nálezů svědčí o tom, že oblast byla osídlena ještě předtím, než v ní starověcí Římané založili město Vertunum. Na začátku 5. století museli Římané oblast opustit kvůli invazi Germánů, kteří osadu zničili. Nový Virton pak vybudovali Frankové o trochu severněji.
Virton byl poprvé zmíněn v bule papeže Lucia III. z roku 1183 jako léno hrabství Chiny.
Hrabata z Chiny mohla jako feudální majitelé města zvyšovat daně (tonlieu) na různé zboží v místní tržnici, která existovala již roku 1270.
Roku 1441 se Lucemburské vévodství stalo součástí Burgundského vévodství, kterému v té době vládl Filip III. Dobrý.
Od tohoto okamžiku byl Virton, podobně jako mnoho dalších valonských měst, více než dvě století zapleten do válek mezi Francií, Španělskem a Nizozemskem a nevyhnuly se mu boje, hladomory ani epidemie (i morové), které způsobily městu a jeho hospodářství značný úpadek.
Situace se zlepšila v 18. století za vlády Marie Terezie, zejména díky rozvoji ocelářství v Lotrinsku.
Příznivé období skončilo s Velkou francouzskou revolucí a Virton začal opět prosperovat až po Napoleonově porážce roku 1815.
Od roku 1830, kdy proběhla belgická revoluce, je Virton součástí Belgie.
22. srpna 1914, na začátku první světové války, do města vtrhla německá armáda a stovky obyvatel byly na místě popraveny.
Za druhé světové války se prováděly hromadné deportace obyvatel.

## Zajímavé budovy
- Kostel sv. Vavřince (L'église Saint-Laurent), postavený v letech 1825–1830
- Zbytky středověkých hradeb

### Externí odkazy

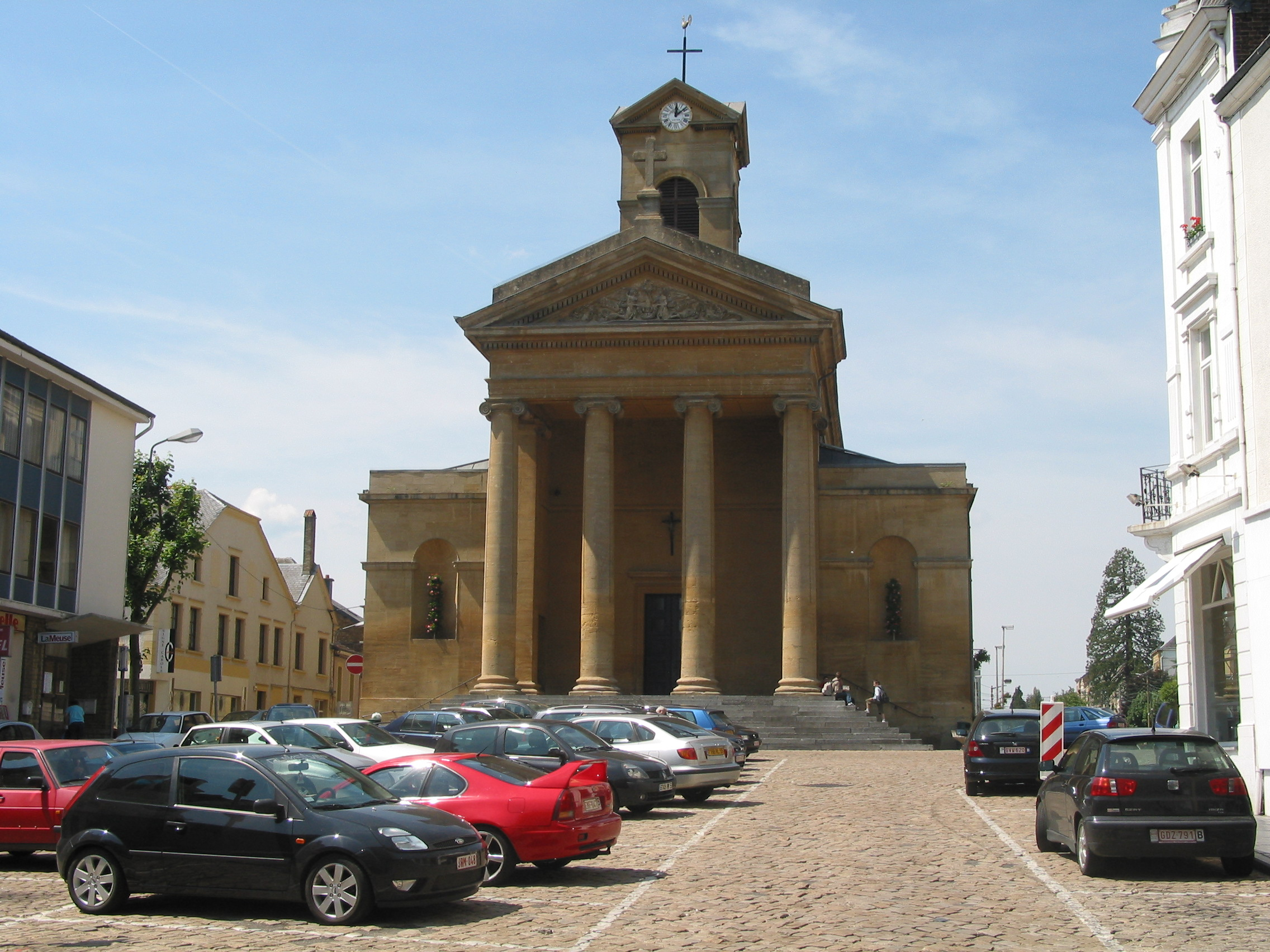
Kostel sv. Vavřince